# Hematoterapia
Hematoterapia: Consiste em um tratamento não muito divulgado cujo sangue colhido do paciente é administrado no próprio, de forma imediata ou tardia.
Muito usado para tratamento de cefaléia pós-anestésica raquidiana e tratamento de doenças auto-imunes, ainda é um procedimento muito controverso, tanto por parte das autoridades sanitárias quanto por parte de alguns grupos religiosos, como as Testemunhas de Jeová.
Não existem, ainda, estudos científicos comprovando ou refutando a eficácia deste procedimento, muito provavelmente por falta de interesse de patrocinadores da área médica. Apenas embasamos nossa opinião favorável sobre a experiência de alguns médicos que afirmam a inocorrência de complicações após o procedimento.

Hematologia: Ramo da biologia que estuda o sangue.
Terapia: Tipo de tratamento com o mesmo princípio.
Segundo alguns médicos e enfermeiros, tal procedimento provoca uma resposta imunológica do organismo que intensifica a produção de anticorpos. A auto-hematoterapia não é legalizada pela medicina pois tal procedimento carece de estudos sobre sua eficácia. Mesmo sendo provada sua eficácia, é bem provável que a prática seja proibida devido ao seu baixo custo.
Proibição
Foi publicada em 08/06/2009 no Diário Oficial da União a resolução COFEN nº 346/2009 que trata de vedação à prática da auto-hemoterapia. O Conselho Federal de Enfermagem, como órgão que disciplina, normatiza e fiscaliza o exercício do profissional de enfermagem, proibiu o exercício da auto-hemoterapia por esses profissionais em todo o país. A prática da auto-hemoterapia caracteriza infração ética sujeita às medidas disciplinares, prevista no Código de Ética dos profissionais de enfermagem.
O Parecer Técnico da Câmara Técnica de Pesquisa de 20/02/2009 esclarece que "nenhuma diretriz nacional ou internacional inclui a auto-hemoterapia como recurso terapêutico e, por conseguinte, não há estudos confiáveis e com força de evidência científica elevada que indiquem ser a auto-hemoterapia propriamente dita um procedimento efetivo e seguro". A Agência Nacional de Vigilância Sanitária (ANVISA) estabeleceu que "o procedimento 'auto-hemoterapia' pode ser enquadrado no inciso V, Art. 2º do Decreto 77.052/76, e sua prática constitui infração sanitária, estando sujeita às penalidades previstas no item XXIX, do artigo 10, da Lei nº. 6.437, de 20 de agosto de 1977".
A auto-hemoterapia consiste em retirar 5, 10 ou 20 ml de sangue de uma veia e aplicar no músculo, com o intuito de criar mecanismos de defesa do organismo, diminuindo o risco de uma série de doenças.
Segundo o Presidente do COFEN, Manoel Neri, a prática constitui um risco à saúde pública, motivo pelo qual o COFEN editou a norma em comento.
Confira aqui.